# Олорон-Сент-Мари
Олоро́н-Сент-Мари́ (фр. Oloron-Sainte-Marie, окс. Auloron, баск. Oloroe-Donamaria) — город и коммуна во французском департаменте Атлантические Пиренеи, административный центр округа Олорон-Сент-Мари и кантонов Олорон-Сент-Мари-1 и Олорон-Сент-Мари-2.

## Географическое положение
Олорон-Сент-Мари — центр исторической провинции Беарн на границе со Страной Басков.
Город лежит на реке Гав-д’Олорон. Через город проходит Тулузская дорога, один из маршрутов Пути святого Иакова, ведущего в Сантьяго-де-Компостела. Здесь она поворачивает на юг, в Пиренеи, к испанской границе. Через эту долину проходит и шоссе 134 в испанскую Хаку.

## История
Олорон — римское поселение, впервые упоминается в исторических документах III века под именем Илуро (Iluro). В 506 году на соборе в Агде принимал участие и епископ Олоронский. Следующее упоминание появляется только в 1058 году, возможно, город был временно заброшен.
В 1080 году начинается строительство городских укреплений и церкви Сен-Кру. Там же находился замок виконтов Беарна. Начиная с 1102 года, Гастон IV Крестоносец построил на левом берегу реки церковь, а позднее собор Сте-Мари-д`Олорон — резиденцию епископов.
После того, как Гастон VI, виконт де Беарн в 1214 году присоединился к катарам и вынужден был передать вследствие Альбигойского крестового похода свои владения в Сент-Мари епископству, оба населённых пункта оставались до XIX века разделёнными, хотя Сент-Мари всегда зависел экономически от Олорона.
В 1802 году Олоронское епископство было упразднено, а в 1858 году оба городка объединились.

## Экономика
В Олороне находится шоколадная фабрика Lindt & Sprüngli.
Известны также олоронские мануфактурные заводы, производящие береты и эспадрильи.

## Транспорт
Автомобильное и железнодорожное сообщение.

## Достопримечательности
- Церковь Сент-Мари (XI—XIII век), с 1998 года является частью Всемирного наследия ЮНЕСКО «Путь святого Иакова во Франции».
- Церковь Сен-Кру (1080 год)
- Ботанический парк Помме (более 400 видов деревьев)

## Знаменитые земляки
- Гастон IV Крестоносец (1090—1131) — виконт де Беарн
- Антуан-Жермен Лаборрак (1777—1850) — французский аптекарь и химик
- Луи Барту (1862—1934) — французский политик
- Мартиал Сингер (1904—1990) — баритон, оперный певец и педагог

## Города-побратимы
- Хака, Испания